# Rocchetta Sant’Antonio

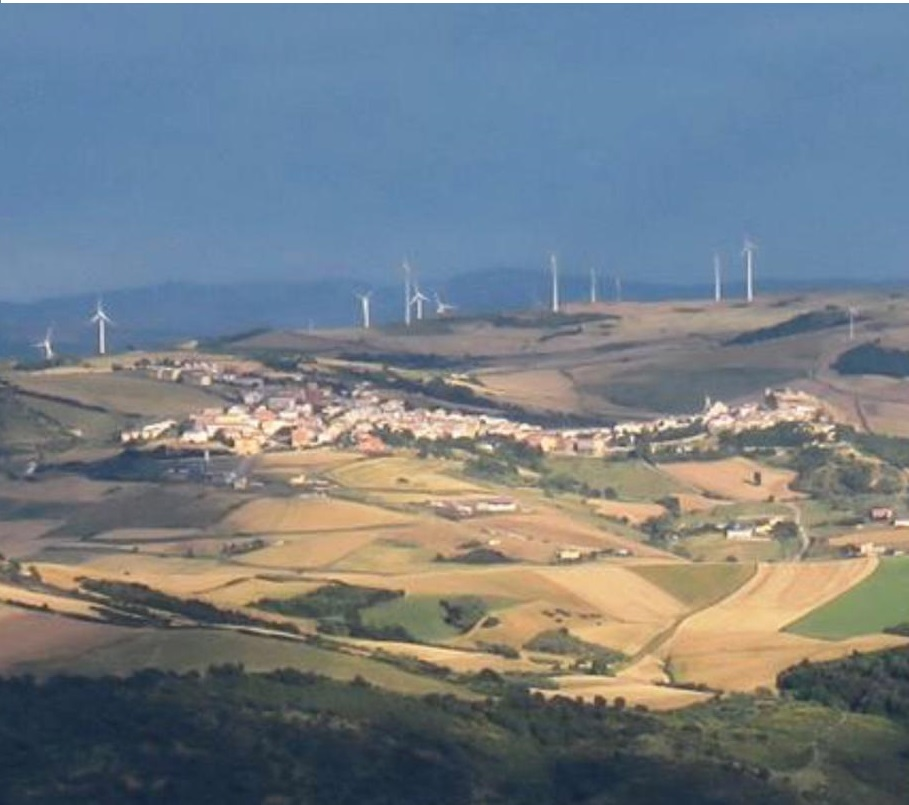
Blick auf Rochetta Sant' Antonio, 2017

Rocchetta Sant’Antonio ist eine italienische Gemeinde (comune) mit 1622 Einwohnern (Stand 31. Dezember 2024) in der Provinz Foggia in Apulien. Die Gemeinde liegt etwa 31 Kilometer südsüdwestlich von Foggia und grenzt unmittelbar an die Provinzen Avellino (Kampanien) und Potenza (Basilikata).

## Verkehr
Im Nordwesten begrenzt die Autostrada A16 von Neapel nach Canosa di Puglia die Gemeinde. Der viele Kilometer östlich gelegene Bahnhof von Rocchetta Sant’Antonio liegt an der Bahnstrecke Foggia–Potenza und ist Endpunkt der Bahnstrecke Avellino–Rocchetta Sant’Antonio und der Bahnstrecke Rocchetta Sant’Antonio–Gioia del Colle.

## Gemeindepartnerschaften
Rocchetta Sant’Antonio unterhält zwei inneritalienische Partnerschaften mit den Gemeinden Gaiba in der Provinz Rovigo sowie Collegno in der Metropolitanstadt Turin.